# SBT Agro
SBT Agro foi um telejornal rural brasileiro produzido pela Rede Massa e exibido pelo SBT nas manhãs de domingo, voltado a notícias e assuntos relacionados ao setor agropecuário. 
Estreou em 25 de agosto de 2023 como um quadro do SBT News na TV, exibido de segunda a sexta-feira às 4h40 da madrugada, com apresentação de Raissa Lomonte e análises de Alessandra Bergmann. Até sua extinção, era exibido às 7h30 nas manhãs dominicais, sendo apresentado por Sandro Ivanowski desde 24 de agosto de 2024, quando o programa tornou-se independente, com transmissão dos estúdios da Rede Massa, afiliada ao SBT no Paraná.

## Antecedentes
Entre 2003 e 2006, o SBT exibiu um programa chamado SBT Rural, apresentado pelo professor de geografia Paulo Sartori, mais conhecido como Papau, com o objetivo de competir com o Globo Rural, da TV Globo. Produzido pela GGP Produções, empresa de Gugu Liberato, o programa ia ao ar diariamente, das 6h30 às 7h. Em 2002, Ratinho apresentou uma proposta semelhante a Silvio Santos para lançar um projeto independente com o mesmo nome, mas a emissora optou pela proposta de Gugu.
A estreia do programa ocorreu em outubro de 2003, com direção de Homero Salles, ex-diretor do Domingo Legal. Entre os quadros, destacou-se Conversa Com o Ministro, comandado por Flávio Cavalcanti Jr., filho do apresentador Flávio Cavalcanti. O SBT Rural foi o segundo programa produzido pela GGP Produções, após o humorístico Escolinha do Barulho, exibido na Record, tendo cerca de 250 episódios.

## Prêmios
| Ano  | Prêmio                                     | Categoria            | Resultado | Ref.   |
| ---- | ------------------------------------------ | -------------------- | --------- | ------ |
| 2024 | +Admirados da Imprensa do Agronegócio 2024 | Programa de TV Geral | Top 3     | [ 10 ] |

## Extinção
No dia 24 de maio de 2025 o SBT decidiu encerrar o programa pegando toda a equipe de surpresa. Apesar de conquistar com facilidade a vice-liderança enfrentando os telecultos da Igreja Universal do Reino de Deus na Record nas primeiras horas de domingo, a atração foi encerrada por cortes de gastos, não correspondendo as espectativas da alta cúpula. A última edição foi exibida no dia 25 e o seu espaço foi coberto pelo SBT Sports.